# Llista d'asteroides/186201-186300
| Nom      | Designació provisional | Data de descobriment   | Lloc de descobriment | Descobridor/s              |
| -------- | ---------------------- | ---------------------- | -------------------- | -------------------------- |
| 186201 - | 2001 VP124             | 9 de novembre de 2001  | Socorro              | LINEAR                     |
| 186202 - | 2001 VZ124             | 11 de novembre de 2001 | Socorro              | LINEAR                     |
| 186203 - | 2001 WL8               | 17 de novembre de 2001 | Socorro              | LINEAR                     |
| 186204 - | 2001 WT14              | 17 de novembre de 2001 | Kitt Peak            | Spacewatch                 |
| 186205 - | 2001 WF25              | 17 de novembre de 2001 | Socorro              | LINEAR                     |
| 186206 - | 2001 WL25              | 17 de novembre de 2001 | Socorro              | LINEAR                     |
| 186207 - | 2001 WQ26              | 17 de novembre de 2001 | Socorro              | LINEAR                     |
| 186208 - | 2001 WX26              | 17 de novembre de 2001 | Socorro              | LINEAR                     |
| 186209 - | 2001 WT34              | 17 de novembre de 2001 | Socorro              | LINEAR                     |
| 186210 - | 2001 WH35              | 17 de novembre de 2001 | Socorro              | LINEAR                     |
| 186211 - | 2001 WJ37              | 17 de novembre de 2001 | Socorro              | LINEAR                     |
| 186212 - | 2001 WZ37              | 17 de novembre de 2001 | Socorro              | LINEAR                     |
| 186213 - | 2001 WA43              | 18 de novembre de 2001 | Socorro              | LINEAR                     |
| 186214 - | 2001 WW47              | 19 de novembre de 2001 | Anderson Mesa        | LONEOS                     |
| 186215 - | 2001 WE48              | 19 de novembre de 2001 | Anderson Mesa        | LONEOS                     |
| 186216 - | 2001 WM48              | 19 de novembre de 2001 | Anderson Mesa        | LONEOS                     |
| 186217 - | 2001 WN48              | 19 de novembre de 2001 | Anderson Mesa        | LONEOS                     |
| 186218 - | 2001 WP60              | 19 de novembre de 2001 | Socorro              | LINEAR                     |
| 186219 - | 2001 WQ63              | 19 de novembre de 2001 | Socorro              | LINEAR                     |
| 186220 - | 2001 WS77              | 20 de novembre de 2001 | Socorro              | LINEAR                     |
| 186221 - | 2001 WC79              | 20 de novembre de 2001 | Socorro              | LINEAR                     |
| 186222 - | 2001 WA81              | 20 de novembre de 2001 | Socorro              | LINEAR                     |
| 186223 - | 2001 WN83              | 20 de novembre de 2001 | Socorro              | LINEAR                     |
| 186224 - | 2001 WF87              | 19 de novembre de 2001 | Socorro              | LINEAR                     |
| 186225 - | 2001 WP87              | 19 de novembre de 2001 | Socorro              | LINEAR                     |
| 186226 - | 2001 WC102             | 18 de novembre de 2001 | Kitt Peak            | Spacewatch                 |
| 186227 - | 2001 XN10              | 9 de desembre de 2001  | Socorro              | LINEAR                     |
| 186228 - | 2001 XK41              | 9 de desembre de 2001  | Socorro              | LINEAR                     |
| 186229 - | 2001 XF43              | 9 de desembre de 2001  | Socorro              | LINEAR                     |
| 186230 - | 2001 XW82              | 11 de desembre de 2001 | Socorro              | LINEAR                     |
| 186231 - | 2001 XK83              | 11 de desembre de 2001 | Socorro              | LINEAR                     |
| 186232 - | 2001 XX83              | 11 de desembre de 2001 | Socorro              | LINEAR                     |
| 186233 - | 2001 XU84              | 11 de desembre de 2001 | Socorro              | LINEAR                     |
| 186234 - | 2001 XP93              | 10 de desembre de 2001 | Socorro              | LINEAR                     |
| 186235 - | 2001 XS102             | 13 de desembre de 2001 | Socorro              | LINEAR                     |
| 186236 - | 2001 XO121             | 14 de desembre de 2001 | Socorro              | LINEAR                     |
| 186237 - | 2001 XC124             | 14 de desembre de 2001 | Socorro              | LINEAR                     |
| 186238 - | 2001 XJ139             | 14 de desembre de 2001 | Socorro              | LINEAR                     |
| 186239 - | 2001 XP140             | 14 de desembre de 2001 | Socorro              | LINEAR                     |
| 186240 - | 2001 XS143             | 14 de desembre de 2001 | Socorro              | LINEAR                     |
| 186241 - | 2001 XZ146             | 14 de desembre de 2001 | Socorro              | LINEAR                     |
| 186242 - | 2001 XB156             | 14 de desembre de 2001 | Socorro              | LINEAR                     |
| 186243 - | 2001 XZ157             | 14 de desembre de 2001 | Socorro              | LINEAR                     |
| 186244 - | 2001 XQ163             | 14 de desembre de 2001 | Socorro              | LINEAR                     |
| 186245 - | 2001 XA165             | 14 de desembre de 2001 | Socorro              | LINEAR                     |
| 186246 - | 2001 XD170             | 14 de desembre de 2001 | Socorro              | LINEAR                     |
| 186247 - | 2001 XY191             | 14 de desembre de 2001 | Socorro              | LINEAR                     |
| 186248 - | 2001 XS203             | 11 de desembre de 2001 | Socorro              | LINEAR                     |
| 186249 - | 2001 XV208             | 11 de desembre de 2001 | Socorro              | LINEAR                     |
| 186250 - | 2001 XJ213             | 11 de desembre de 2001 | Socorro              | LINEAR                     |
| 186251 - | 2001 XH219             | 15 de desembre de 2001 | Socorro              | LINEAR                     |
| 186252 - | 2001 XF222             | 15 de desembre de 2001 | Socorro              | LINEAR                     |
| 186253 - | 2001 XN234             | 15 de desembre de 2001 | Socorro              | LINEAR                     |
| 186254 - | 2001 XK241             | 14 de desembre de 2001 | Socorro              | LINEAR                     |
| 186255 - | 2001 XV249             | 14 de desembre de 2001 | Socorro              | LINEAR                     |
| 186256 - | 2001 XV250             | 14 de desembre de 2001 | Socorro              | LINEAR                     |
| 186257 - | 2001 YR4               | 23 de desembre de 2001 | Kingsnake            | J. V. McClusky             |
| 186258 - | 2001 YE9               | 17 de desembre de 2001 | Socorro              | LINEAR                     |
| 186259 - | 2001 YV12              | 17 de desembre de 2001 | Socorro              | LINEAR                     |
| 186260 - | 2001 YZ18              | 17 de desembre de 2001 | Socorro              | LINEAR                     |
| 186261 - | 2001 YD22              | 18 de desembre de 2001 | Socorro              | LINEAR                     |
| 186262 - | 2001 YA36              | 18 de desembre de 2001 | Socorro              | LINEAR                     |
| 186263 - | 2001 YL44              | 18 de desembre de 2001 | Socorro              | LINEAR                     |
| 186264 - | 2001 YT65              | 18 de desembre de 2001 | Socorro              | LINEAR                     |
| 186265 - | 2001 YS67              | 18 de desembre de 2001 | Socorro              | LINEAR                     |
| 186266 - | 2001 YF97              | 17 de desembre de 2001 | Socorro              | LINEAR                     |
| 186267 - | 2001 YB101             | 17 de desembre de 2001 | Socorro              | LINEAR                     |
| 186268 - | 2001 YU114             | 19 de desembre de 2001 | Palomar              | NEAT                       |
| 186269 - | 2001 YC132             | 19 de desembre de 2001 | Socorro              | LINEAR                     |
| 186270 - | 2001 YR137             | 22 de desembre de 2001 | Socorro              | LINEAR                     |
| 186271 - | 2001 YU138             | 20 de desembre de 2001 | Kitt Peak            | Spacewatch                 |
| 186272 - | 2001 YZ140             | 17 de desembre de 2001 | Socorro              | LINEAR                     |
| 186273 - | 2001 YE154             | 19 de desembre de 2001 | Palomar              | NEAT                       |
| 186274 - | 2002 AY4               | 3 de gener de 2002     | Cima Ekar            | Asiago-DLR Asteroid Survey |
| 186275 - | 2002 AK31              | 11 de gener de 2002    | Socorro              | LINEAR                     |
| 186276 - | 2002 AW48              | 9 de gener de 2002     | Socorro              | LINEAR                     |
| 186277 - | 2002 AR57              | 9 de gener de 2002     | Socorro              | LINEAR                     |
| 186278 - | 2002 AY96              | 8 de gener de 2002     | Socorro              | LINEAR                     |
| 186279 - | 2002 AN103             | 9 de gener de 2002     | Socorro              | LINEAR                     |
| 186280 - | 2002 AW108             | 9 de gener de 2002     | Socorro              | LINEAR                     |
| 186281 - | 2002 AZ129             | 15 de gener de 2002    | Kingsnake            | J. V. McClusky             |
| 186282 - | 2002 AQ148             | 11 de gener de 2002    | Socorro              | LINEAR                     |
| 186283 - | 2002 AT155             | 14 de gener de 2002    | Socorro              | LINEAR                     |
| 186284 - | 2002 AT158             | 13 de gener de 2002    | Socorro              | LINEAR                     |
| 186285 - | 2002 AP165             | 13 de gener de 2002    | Socorro              | LINEAR                     |
| 186286 - | 2002 AA177             | 14 de gener de 2002    | Socorro              | LINEAR                     |
| 186287 - | 2002 AU187             | 8 de gener de 2002     | Haleakala            | NEAT                       |
| 186288 - | 2002 BS3               | 18 de gener de 2002    | Anderson Mesa        | LONEOS                     |
| 186289 - | 2002 BB19              | 21 de gener de 2002    | Socorro              | LINEAR                     |
| 186290 - | 2002 BZ24              | 23 de gener de 2002    | Socorro              | LINEAR                     |
| 186291 - | 2002 BT28              | 19 de gener de 2002    | Anderson Mesa        | LONEOS                     |
| 186292 - | 2002 CN41              | 7 de febrer de 2002    | Palomar              | NEAT                       |
| 186293 - | 2002 CL47              | 3 de febrer de 2002    | Haleakala            | NEAT                       |
| 186294 - | 2002 CP62              | 6 de febrer de 2002    | Socorro              | LINEAR                     |
| 186295 - | 2002 CM74              | 7 de febrer de 2002    | Socorro              | LINEAR                     |
| 186296 - | 2002 CV80              | 7 de febrer de 2002    | Socorro              | LINEAR                     |
| 186297 - | 2002 CV89              | 7 de febrer de 2002    | Socorro              | LINEAR                     |
| 186298 - | 2002 CG93              | 7 de febrer de 2002    | Socorro              | LINEAR                     |
| 186299 - | 2002 CA100             | 7 de febrer de 2002    | Socorro              | LINEAR                     |
| 186300 - | 2002 CV100             | 7 de febrer de 2002    | Socorro              | LINEAR                     |